# Novosibirsk (tỉnh)
Novosibirsk Oblast (tiếng Nga: Новосиби́рская о́бласть, Novosibirskaya oblast) là một chủ thể liên bang của Nga (một tỉnh). Trung tâm hành chính là thành phố Novosibirsk.
Tỉnh nằm ở tây nam Siberia và giáp với các tỉnh Pavlodar của Cộng hòa Kazakhstan và Altai của Nga.

## Địa lý
Tỉnh Novosibirsk nằm ở phía nam của đồng bằng Tây Siberia, tại vùng đồi thấp dưới chân núi Salair thấp, giữa sông Ob và Irtysh. Khu vực giáp ranh Omsk Oblast ở phias tây, Tomsk Oblast về phía phía bắc, Kemerovo Oblast về phía đông, và Altai Krai cùng với Kazakhstan (tỉnh Pavlodar) về phía nam. Lãnh thổ của Oblast trải dài hơn 600 km (373 dặm) từ tây sang đông, và hơn 400 km (249 dặm) từ Bắc vào Nam. Novosibirsk Oblast chủ yếu là đồng bằng, ở phía nam thảo nguyên chiếm ưu thế, ở những vùng phía bắc to lớn của rừng với số lượng lớn của đầm lầy phổ biến. Có rất nhiều hồ, những hồ lớn nhất nằm ở phía nam. Phần lớn các con sông thuộc lưu vực sông Ob, nhiều sông trong số đó trong số họ rơi vào các hồ chết. Lớn nhất hồ Chani, Sartlan, Ubinskoye, và một số hồ khác.
Về tài nguyên thiên nhiên, năm 2007, dự trữ mỏ dầu khai thác của khu vực lên tới 204 triệu tấn. Ngoài ra, Novosibirsk Oblast có trữ lượng khí thiên nhiên 600 triệu mét khối, dự trữ khí đốt tan 5,2 tỷ mét khối, và dự trữ khí ngưng tụ 121.000 tấn. Hầu hết các khu vực có dầu và khí đốt được nằm ở các huyện Severny và Kyshtovsky.

## Hành chính

Bản đồ tỉnh Novosibirsk

- Novosibirsk
- Bagansky
- Barabinsky
- Bolotninsky
- Chanovsky
- Cherepanovsky
- Christoozyorny
- Chulymsky
- Dovolensky
- Iskitimsky
- Karasuksky
- Kargatsky
- Kochkovsky
- Kochenyovsky
- Kolyvansky
- Krasnozyorsky
- Kupinsky
- Kuybyshevsky
- Kyshtovsky
- Maslyaninsky
- Moshkovsky
- Novosibirsky
- Ordynsky
- Severny
- Suzunsky
- Tatarsky
- Toguchinsky
- Ubinsky
- Ust-Tarksky
- Vengerovsky
- Zdvinsky